# Marghita
Marghita là một thị xã thuộc hạt Bihor, România. Dân số thời điểm năm 2002 là 17175 người.